# Revuelta campesina croata-eslovena
La revuelta campesina croata-eslovena (esloveno: hrvaško-slovenski kmečki upor), la rebelión de Gubec (croata : Gupčeva buna ) o el levantamiento campesino de Gubec de 1573 fue una  rebelión campesina en el territorio que hoy conforman Croacia y Eslovenia. El movimiento, nacido del trato cruel a los siervos del barón Ferenc Tahy, terminó al cabo de 12 días con la derrota de los rebeldes y la sangrienta represión por parte de la nobleza.

## Antecedentes

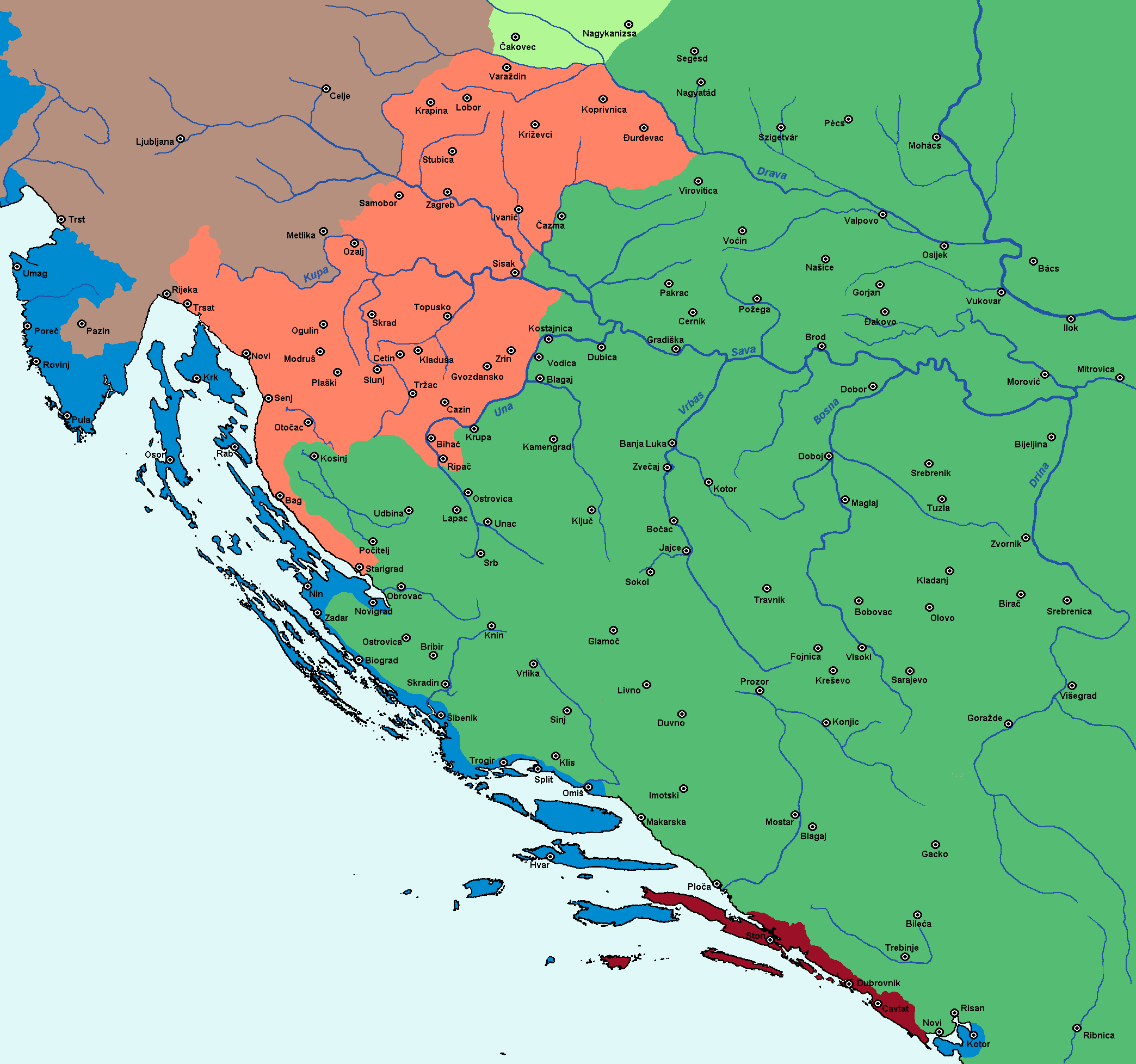
Mapa de Croacia en 1573, en el momento de la revuelta
Reino de Croacia
Imperio otomano
República de Venecia
Archiducado de Austria
República de Ragusa
Reino de Hungría

A finales del siglo XVI, la amenaza de las incursiones otomanas tensó la economía de los flancos meridionales del Sacro Imperio Romano Germánico, y los señores feudales aumentaron continuamente sus demandas al campesinado. En la croata Zagorje, esto se vio agravado por el trato cruel hacia los campesinos por parte del barón Ferenc Tahy y sus disputas con los barones vecinos por la tierra, que se remonta a 1564, lo que se tradujo en conflictos armados. Cuando las quejas múltiples al emperador no fueron escuchadas, los campesinos conspiraron para rebelarse con sus pares en las provincias vecinas de Estiria y Carniola y con las clases más bajas de la gente del pueblo.

## Revuelta
La rebelión estalló simultáneamente en gran parte de Croacia, Estiria y Carniola el 28 de enero de 1573. El programa político de los rebeldes era reemplazar a la nobleza con funcionarios campesinos responsables directamente ante el emperador, y abolir todas las posesiones y obligaciones feudales de la Iglesia católica. Se formó un gobierno campesino con Matija Gubec, Ivan Pasanec e Ivan Mogaić como miembros. Se elaboraron planes de largo alcance, incluida la abolición de las fronteras provinciales, la apertura de carreteras para el comercio y el autogobierno de los campesinos.
El capitán de los rebeldes, Ilija Gregorić, planeó una extensa operación militar para asegurar la victoria de la revuelta. Cada hogar campesino proporcionó un hombre para su ejército, que tuvo un éxito inicial; sus objetivos revolucionarios alarmaron a la nobleza, lo que levantó ejércitos en respuesta. Los rebeldes usaron una red de informantes que transmitieron la información sobre los movimientos de las unidades enemigas; a su vez, los espías entre los campesinos pasaron la información sobre la propagación de la rebelión en la nobleza.

## Reacción
El 5 de febrero, el capitán barón Jobst Joseph von Thurn (en
serbocroata: Josip Turn) dirigió un ejército de 500 uskoks de Kostanjevica con algunos soldados alemanes que derrotaron a un destacamento rebelde de Nikola Kupinič en Krško (en la Baja Estiria), que fue la primera gran derrota rebelde, lo que debilitó rápidamente la rebelión en Carniola y Estiria.
Al día siguiente, otra fuerza rebelde fue derrotada cerca de Samobor. El 9 de febrero, se libró la batalla decisiva de Stubičko polje, Gubec y sus 10 000 hombres resistieron ferozmente, pero después de un combate sangriento de cuatro horas, el ejército del barón derrotó y capturó a Gubec. La revuelta había fallado.
Las consecuencias de la derrota fueron brutales: además de los tres mil campesinos que murieron en la batalla, muchos cautivos fueron ahorcados o mutilados. Matija Gubec fue torturado públicamente y ejecutado el 15 de febrero. Los oficiales Petar Ljubojević, Vuk Suković y Dane Bolčeta (que eran ortodoxos), y Juraj Martijanović y Tomo Tortić (católicos) fueron condenados a cadena perpetua y perdieron todas sus propiedades. Mogaić murió en la batalla final, y Pasanec probablemente falleció en una de las escaramuzas a principios de febrero, mientras que Gregorić logró escapar, pero fue capturado en unas semanas, llevado a Viena para ser interrogado y ejecutado en Zagreb en 1574.

## Legado
La revuelta y la tortura de Gubec adquirieron un estatus legendario en Croacia y Eslovenia que ha inspirado a muchos escritores y artistas, incluyendo los escritores Miroslav Krleža y August Šenoa, el poeta Anton Aškerc y los escultores Antun Augustinčić y Stojan Batič. La novela de Šenoa de 1877 fue la base de Anno Domini 1573, un largometraje de 1975 de Vatroslav Mimica. Gubec-beg, la primera ópera rock croata (de 1975), también se inspiró en los eventos.
Un museo cerca del Castillo de Oršić en Gornja Stubica y uno en Krško (Eslovenia) están dedicados a la revuelta.
Una recreación histórica de la Batalla de Stubičko polje, que se celebra todos los años desde 2008, se ha convertido desde entonces en una de las más populares de Croacia.

## Galería

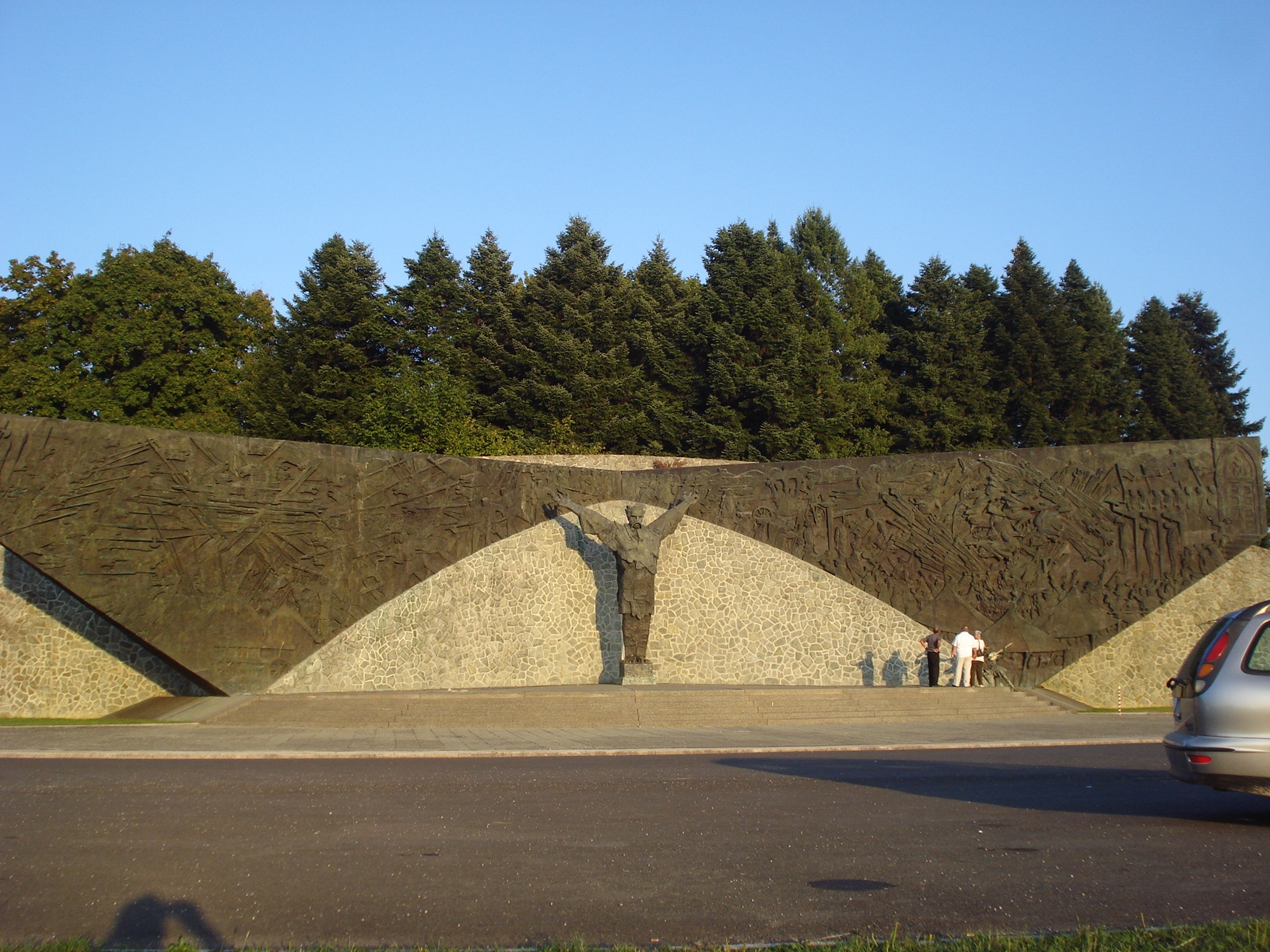
Gran monumento en Gornja Stubica (Antun Augustinčić, 1971)
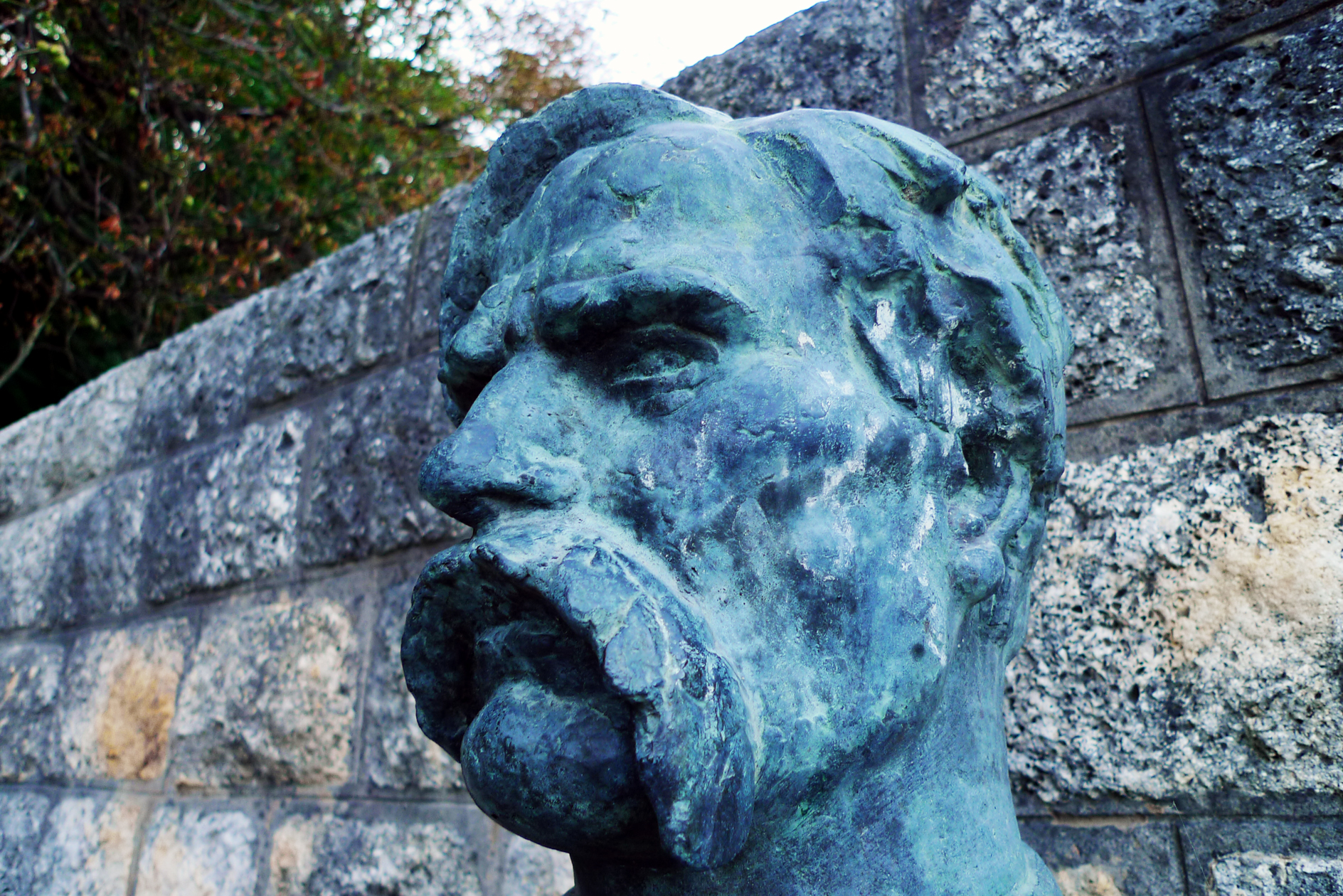
Busto de Matija Gubec en Zagreb
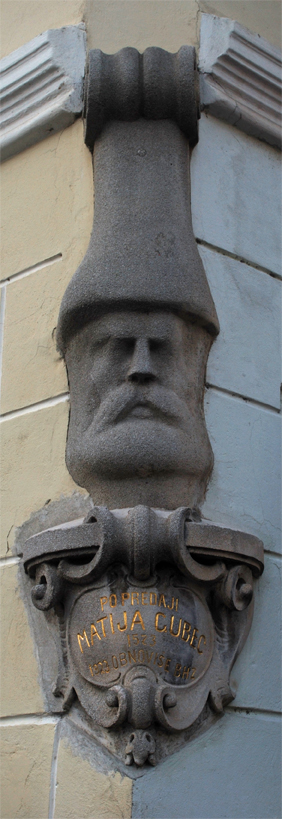
Estatua de Matija Gubec,, Plaza de San Marcos (Zagreb), Croatia